# Petrochóri (Réthymnon)
Petrochóri, en grec moderne : Πετροχώρι, appelé Aposéti (Αποσέτι) jusqu'en 1931, est un village du dème d'Amári, dans le district régional de Réthymnon de la Crète, en Grèce. Selon le recensement de 2011, la population de Petrochóri compte 137 habitants.
Le village est situé à une distance de 40 km de Réthymnon et à une altitude de 360 mètres, au pied oriental du mont Sámitos, au-dessus de la vallée d'Amári.

## Recensements de la population
| Recensements | 1900 | 1920 | 1928 | 1940 | 1951 | 1961 | 1971 | 1981 | 1991 | 2001 | 2011 |
| ------------ | ---- | ---- | ---- | ---- | ---- | ---- | ---- | ---- | ---- | ---- | ---- |
| Population   | 260  | 290  | 273  | 246  | 244  | 208  | 166  | 142  |      | 153  | 137  |

## Source de la traduction
- (el) Cet article est partiellement ou en totalité issu de l’article de Wikipédia en grec moderne intitulé « Πετροχώρι Ρεθύμνης » (voir la liste des auteurs).